# Jaume Camprodon Rovira
Jaume Camprodon Rovira (Torelló, Barcelona, 18 de diciembre de 1926-Gerona, 26 de diciembre de 2016) fue un obispo español, obispo de Gerona entre 1973 y 2001, y emérito entre 2001 y 2016.

## Biografía

### Inicios y formación
Jaume Camprodon y Rovira fue obispo de Gerona entre 1973 y 2001. En 1940 comenzó sus estudios en el seminario de Vich, donde cursó Humanidades, Filosofía y Teología, y en 1949 es ordenado sacerdote. 

### Actividad pastoral como sacerdote
Desde entonces y hasta 1953 trabaja en varias parroquias del obispado de Vich: Seva (Barcelona), San Juan de las Abadesas (Ripollés), Taradell (Barcelona) y Santo Domingo de Vich, hasta que es nombrado director del internado de San Miguel de los Santos de Vich en 1953. Dos años después es nombrado profesor en el seminario. En 1963 se traslada a París para seguir estudios de teología, pero antes de terminar este curso el obispo de Vich le llama para hacerse cargo de diferentes parroquias y trabajar, como había hecho antes, en la relación entre Iglesia, obreros y laicos.

### Actividad pastoral como obispo
El 2 de septiembre de 1973 es nombrado obispo de Gerona, siendo consagrado el 21 de octubre del mismo año, día en que toma posesión de la diócesis en sustitución de Narcís Jubany, que pasó a ser arzobispado de Barcelona. En su actividad pastoral fue un gran defensor de la aplicación de las líneas marcadas por el Concilio Vaticano II. En este cargo se mantuvo hasta la aceptación de su dimisión, que tiene lugar el 30 de octubre de 2001. En el momento de su muerte, era el último obispo firmante del documento Arrels cristianes de Catalunya que quedava vivo. Fue un firme defensor de la idea del osbipo de Solsona, Antoni Deig, de creación de una conferencia episcopal catalana, pero a priori, paralela a la CEE.
En 1991 causó una fuerte polémica política la publicación de un artículo del obispo en la hoja parroquial de la diócesis en favor de la ética en la política catalana y española y cuestionando el coste de las campañas institucionales del gobierno catalán, "la propaganda millonaria y electoralista de la Generalitat", provocando una gran tensión entre el prelado y el gobierno catalán presidido por Jordi Pujol, que llegó a afirmar que el prelado era cercano a ERC y su máximo dirigente Àngel Colom. En este mismo editorial elogiaba a los dirigentes políticos Václav Havel y Jean-Bertrand Aristide como ejemplo de políticos moralizadores.

### Actividad pastoral como obispo emérito
El 16 de diciembre de 2001, pasa a jubilarse, al ser sustituido por Carlos Soler Perdigó. En 2002, el prelado renunció a recibir la Cruz de san Jordi. En una carta dirigida al presidente de la Generalidad de Cataluña le explicaba que no debía interpretarse como un menosprecio al galardón ni hacia quienes lo proponen. "Desde que fui ordenado obispo tomé como referente al cardenal Vidal y Barraquer, que decía que el mejor premio para un presbítero es la cruz pectoral, que tantas cosas dice de un obispo".
A las 22 horas del lunes 26 de diciembre de 2016 falleció. Cumpliendo sus últimas voluntades, su cuerpo fue donado a la ciencia para investigación. La misa exequial se celebró en la Catedral de Gerona el 29 de diciembre.